# Sede titolare di Capo della Foresta
Capo della Foresta, Buxentum (in latino: Buxentina) è una sede titolare della Chiesa cattolica.

## Storia
Il titolo fa riferimento all'antica diocesi di Bussento, attestata nel VI e VII secolo, e ricostituita nell'XI secolo con il nome di "diocesi di Policastro", oggi diocesi di Teggiano-Policastro.
Dal 1966 è una sede vescovile titolare della Chiesa cattolica; la sede è vacante dal 18 ottobre 2024.
Dal 1970 al 1974 la sede fu erroneamente duplicata e assegnata contemporaneamente a due titolari, uno con il titolo Buxetinus e l'altro Buxentinus.

## Cronotassi dei vescovi titolari
- Francisco Cedzich, S.V.D. † (11 maggio 1968 - 23 dicembre 1971 deceduto)[2]
- Miho Pušic † (6 giugno 1970 - 10 maggio 1972 deceduto)[3]
- Desiderio Elso Collino † (21 gennaio 1972 - 7 novembre 1972 nominato vescovo di Lomas de Zamora)[4]
- José María Márquez Bernal, C.M.F. † (10 ottobre 1973 - 3 novembre 1977 dimesso)[5]
- Dominic Joseph Chwane Khumalo, O.M.I. † (27 febbraio 1978 - 27 aprile 2006 deceduto)
- Joseph Karikkassery (25 novembre 2006 - 18 dicembre 2010 nominato vescovo di Kottapuram)
- Eugenio Andrés Lira Rugarcía (24 febbraio 2011 - 22 settembre 2016 nominato vescovo di Matamoros)
- Carlos Tomás Morel Diplán (14 dicembre 2016 - 18 ottobre 2024 nominato vescovo di La Vega)